# Red Letter Days (компанія)
Red Letter Days — це британська компанія, яка першою запровадила концепцію дарування вражень як подарунок і корпоративні винагороди. Компанія розташована в Фарінгдоні, Лондон, в офісі своєї материнської компанії Moonpig Group.
Компанія зараз належить Moonpig Group, до складу якої також входять бренди Buyagift, Moonpig та Greetz, що теж пропонують різноманітні подарункові рішення та враження..

## Історія
Компанію створила колишня підприємиця Dragons' Den Рейчел Елно, яка розробила ідею Red Letter Days після того, подарувала батьку творчо упаковані квитки на крикет. Вона побачила можливість упаковувати нематеріальний досвід та враження як подарунок і заснувала Red Letter Days у 1989 році.
Бізнес почав активно розвиватися після того, як напередодні Різдва 1990 року в національних газетах і журналах було розміщено брошури-вкладиші.
Red Letter Days пережили труднощі після «катастрофічного надмірного розширення в 2002 році».
У 2005 році сер Родні Уокер був зареєстрований як голова правління в очікуванні лістингу на ринку альтернативних інвестицій, сподіваючись вийти на фондовий ринок пізніше того ж року.

### Адміністрація
Після розширення через розповсюдження в супермаркетах, Red Letter Days опинилися під зовнішнім управлінням 1 серпня 2005 року; Решта активів та інвентар були куплені інші підприємці Dragons' Den Тео Пафітіс і Пітером Джонсом викупили активи та інвентар компанії В інтерв'ю на Alan Carr: Chatty Man вони жартували, що рішення придбати компанію було ухвалене після вживання алкоголю. Після придбання Джонс і Пафітіс пообіцяли забезпечити всі ваучери, придбані кредитними картками або корпоративними клієнтами.
Незважаючи на те, що Рейчел Елно керувала Red Letter Days до моменту краху компанії, який стався через кілька днів після народження її четвертої дитини, вона вважає, що проблеми почалися з управлінських рішень попереднього генерального директора Саймона Вінсента. Елно призначила Вінсента на цю посаду у 2002 році, проте він залишив компанію на початку 2003 року, коли Елно перебувала на невиконавчій посаді.
Сьогоднішня програма ITV1 запропонувала більш критичне пояснення загибелі Red Letter Days, посилаючись на неоплачених постачальників і розчарованих покупців. Програма припускала, що бізнес-модель не передбачала депонування або виділення капіталу платежів постачальника, замість цього використовувала його для обігового капіталу. Елно звинуватив банкірів компанії, які розмістили 3 фунти мільйон у вигляді застави, яку вони відмовилися надати для використання фірмою, незважаючи на те, що частина з них могла стосуватися подарункових сертифікатів, термін дії яких минув і не підлягав поверненню в рахунок компанії. Саме кошти, які зберігалися компанією з кредитних карток під цією облігацією, дозволили новим власникам погасити сертифікати на послуги, видані до того, як компанія потрапила під адміністрацію. У своїй книзі «Бізнес-кошмари» місіс Елно визнала, що її фінансова команда втратила облік ваучерних зобов'язань компанії та її боргів перед постачальниками. Після того, як Red Letter Days перейшли до адміністрації з дефіцитом балансу, який наближався до 9 мільйонів фунтів стерлінгів, Елно покинув Dragons' Den.

### Перезапуск компанії
Починаючи з 2005 року Red Letter Days продовжує пропонувати широкий спектр вражень і розваг, включаючи автомобільні перегони, стрибки з парашутом, рафтинг, польоти на повітряній кулі, пейнтбол, банджі-джампінг і спа-дні. Під управлінням Пафітіса та Джонса компанія пройшла шлях від управління до річного обороту понад 20 мільйонів фунтів стерлінгів. Вони продали тепер прибуткові Red Letter Days компанії Buyagift за нерозголошену ціну, стверджуючи, що «відчули правильний час і продаж забезпечить захоплюючу та прогресивну наступну главу в розвитку Red Letter Days».

### Продаж
Red Letter Days була куплена французькою транснаціональною компанією Smart&co SAS у 2017 році, доєднавшись до інших брендів, таких як Buyagift, Dakotabox і Odisseias. У червні 2019 року право власності на компанію було передано Buyagift plc, а товариство з обмеженою відповідальністю оголосили про добровільну ліквідацію з декларацією про платоспроможність. Засновник SmartBox П'єр-Едуард Стерін іта генеральний директор Джон Перкінс пішли у відставку, а новим генеральним директором був призначений Олів'є Фажур.

### Група Moonpig
У липні 2022 року бренди Red Letter Days і Buyagift викупила компанія Moonpig Group .